# Protea compacta
Protea compacta är en tvåhjärtbladig växtart som beskrevs av Robert Brown. Protea compacta ingår i släktet Protea och familjen Proteaceae. Inga underarter finns listade i Catalogue of Life.